# An Easier Affair
«An Easier Affair» es el primer sencillo del segundo álbum de grandes éxitos de George Michael Twenty Five. "An Easier Affair". Alcanzó el puesto # 13 en el UK Singles Chart y en el # 1 en el italiano de éxitos de sencillos de FIMI.

## Lista de canciones
CD single
1. «An Easier Affair» – 4:36
2. «Brother Can You Spare a Dime» – 4:27

## Listas de posiciones
| Listas (2006) | Mejor posición |
| ------------- | -------------- |
| UK            | 13             |
| Italia        | 1              |
| Dinamarca     | 6              |
| Irlanda       | 20             |
| Suecia        | 23             |
| Suiza         | 28             |
| Australia     | 36             |
| Holanda       | 37             |
| Alemania      | 44             |
| Austria       | 58             |
| Francia       | 87             |
| Rusia         | 93             |